# 希蒙·佩雷斯
希蒙·佩雷斯（listenⓘ；1923年8月15日—2016年9月28日），出生名西蒙·佩尔斯基（波蘭語：Szymon Perski），以色列政治家，2007年至2014年担任以色列总统，两次担任以色列总理，两次担任代理总理，曾在十二个内阁中担任职务，其政治生涯长达近70年。1959年11月佩雷斯当选议会议员，持续任职（除了2006年年初的三个月）直至2007年当选总统，并任总统一职七年。2014年佩雷斯宣布退休，时为世界最为年长的国家元首。其亦被认为是以色列建国一代的最后一人。
年轻时的佩雷斯即以其演说才华而闻名，由此以色列首任總理戴维·本-古里安将其招致麾下。1940年代末佩雷斯开始其政治生涯，在以色列独立战争后担任多个外交及军事职位。1952年佩雷斯成为国防部副總司長，时年仅28岁，次年成为国防部總司長（מנכ"לי משרד הביטחון；），任职至1959年。1956年，佩雷斯参与了第二次以阿戰爭前夕的《色佛尔协定》谈判過程，为英国首相安东尼·艾登赞为“最高水平的政治成就”。
1963年，佩雷斯同美国总统约翰·肯尼迪进行谈判，以色列由此得以购置鹰式防空导弹，这亦是美国出售给以色列的第一笔军备。1994年10月26日，在以色列总理伊扎克·拉宾及时任国防部长佩雷斯推动之下，约旦与以色列正式签订以约和平条约。1994年前任外交部长佩雷斯、拉宾及亚西尔·阿拉法特因奥斯陆协议的达成而获得诺贝尔和平奖。在其政治生涯中，佩雷斯在以色列议会中代表五个不同政党：工人党、工人名单党、联盟党、工党及前进党，前三個政黨為工黨的前身。1996年佩雷斯建立佩雷斯和平中心，旨在通过推动宽容、经济与科技发展及合作和幸福，促进中东地区长期的和平及发展。
佩雷斯能操波兰语、法语、英语、俄语、意第绪语和希伯来语，但其希伯来语仍带波兰口音。其亦是一名诗人和作曲家，在内阁会议时创作诗节，其一些诗作后被转录为歌曲并收入专辑。佩雷斯对文学兴趣浓厚，时常引用先知书、法国文学及中国哲学中的片段。

## 早年
希蒙·佩雷斯的家庭于1934年迁居到特拉维夫，佩雷斯便於此就學，之後进入一所农业学校；佩雷斯擔任過奶牛場工人、牧羊人和建築師。
1947年他加入哈加拿组织（以色列国防军的前身），大卫·本-古理安委任他负责人事和武备事务。1952年他成为国防部副總司長，1953年任国防部總司長。他是为年轻的以色列征购武器的主要负责人。1957年他与当时的德国国防部长弗朗茨·约瑟夫·施特劳斯就此签订了一个秘密条约。尤其成功的是他从法国购买了幻影3型战斗机和一座核反应堆。

## 政治生涯
1959年，作為以色列工党黨員當選以色列國會議員，任職至2007年，成為以色列任期最長的國會議員。
1959年至1965年他任国防部副部长，1969年移民部长，1970年任通讯交通部长，此后新闻部长，1974年开始在伊扎克·拉宾政府中任国防部长，直至1977年工黨大選失利為止。1984年至1986年曾任以色列总理，1986年－1988年任外交部長，1988年－1990年任財政部長，1992年－1995年再任外交部長，拉宾被刺身亡后，他短暫擔任以色列总理至1996年。2001年至2002年他在阿里埃勒·沙龙政府中任副总理兼外交部长。2007年6月13日當選為以色列第九任總統。
希蒙·佩雷斯从事公職超過六十年，期間他曾三度短暫出任以色列总理。1977年伊扎克·拉宾辞职，佩雷斯担任代理总理，但在两个月后的大选中败给贝京。1984年至1986年与利库德集团領導人伊扎克·沙米尔的交换执政时期和1995年至1996年伊扎克·拉宾被刺后的過渡期。1996年大選，縱使工黨取得最多議席，但在同時舉行單獨的總理選舉中，利库德集团領導人以一個百分點之差擊敗佩雷斯，佩雷斯連任失敗。
1994年他因奥斯陆协议与伊扎克·拉宾和亚西尔·阿拉法特一起获得诺贝尔和平奖。1997年他成立了佩雷斯和平中心。
2000年尽管阿克薩群眾起義遭以色列國防軍鎮壓，中斷以巴和談進程，佩雷斯依然坚定地支持奥斯陆协议和巴勒斯坦自治政府过程。但他也支持時任總理阿里埃勒·沙龙使用以色列军队来防止自杀式炸弹袭击和粉碎“恐怖主义的基础装置”。
由于他在国际上十分知名，他往往成为以色列及其政治的“解释者”。即使作为反对党领袖，2003年，已经80岁的他，依然经常作这个工作。他支持以色列西岸隔離墙和以色列反对恐怖袭击的政策，反对对这些政策的批评。他依然是以色列最有活力和最生动的政治家。同年再度當選工黨黨魁，2005年退出工黨，加入前進黨。
2007年6月13日，他當選為以色列第九任總統，成為首位當選總統的前任總理。2014年7月24日卸任，結束七年的總統任期，同時也結束長達66年的公職生涯。

## 逝世
2016年9月28日，在中风两周后，佩雷斯于特拉维夫附近逝世，享耆壽93岁。

## 家庭成员
佩雷斯与他的妻子索尼娅有一个女儿和两个儿子，他的女儿是一位语言学家，他的一个儿子是以色列最大的风险投资基金的主席。妻子索尼娅於2011年去世。